# Stactobia cermikensis
Stactobia cermikensis är en nattsländeart som beskrevs av Füsun Sipahiler 1998. Stactobia cermikensis ingår i släktet Stactobia och familjen smånattsländor. Inga underarter finns listade i Catalogue of Life.